# Autosalvage (album)
Autosalvage è un album dell'omonimo gruppo musicale Autosalvage. 

## Il disco
Pubblicato nel 1968 per la RCA Records, combina rock, jazz, avanguardia, progressive; psichedelico nelle intenzioni, negli spunti di raga rock, negli assoli di chitarra acida, e in particolare nei medley che concludono le due facciate. È una contaminazione ambiziosa e difficile, portata avanti con coraggio e buona ispirazione, con composizioni complesse, canzoni a-melodiche, ritmi dispari, frammenti sonori, strumenti medievali. È una delle opere più atipiche della scena psichedelica anni sessanta americana.
Il disco è stato prodotto da Cullen Bob e Jarrard Rick.
L'Acadia Records ha ristampato l'album nel 2001 con l'aggiunta di alcune tracce inedite.

## Tracce
Tutti i brani sono stati scritti da Boone, Danaher, Davenport, Turner tranne dove indicato.
Lato A
1. Auto Salvage - 5:51
2. Burglar Song - 2:28
3. Rampant Generalities - 3:12
4. Medley
  1. Our Lives as We Live It - 3:15 (Boone, Danaher, Davenport, Ledbetter, Lomax, Turner)
  2. Good Morning Blues - 3:17

Lato B
1. Ancestral Wants - 3:48
2. Hundred Days- 2:13
3. Land of Their Dreams - 3:07
4. Parahighway - 2:31
5. Medley:
  1. The Great Brain Robbery - 2:33
  2. Glimpses of Next World's World - 2:45

## Formazione
- Skip Boone - basso, pianoforte
- Thomas Danaher - chitarra
- Darius Davenport - basso, batteria, chitarra, tastiere, voce
- Rick Turner - banjo, salterio, guica, chitarra